# بروس لابروس
بروس لابروس (انگلیسی: Bruce LaBruce؛ زادهٔ ۳ ژانویهٔ ۱۹۶۴) هنرپیشه، نویسنده، فیلم‌سازی، عکاس، کارگردان فیلم‌های زیرزمینی بزرگسالان اهل کانادا است.
او دانش‌آموختهٔ دانشگاه یورک است.
از فیلم‌ها یا مجموعه‌های تلویزیونی که وی در آن‌ها نقش داشته است می‌توان به اتو؛ یا برخاسته با مردگان اشاره نمود.